# Lutzmannsburg
Lutzmannsburg (węg. Locsmánd, burg.-chorw. Lucman) – gmina targowa w Austrii, w kraju związkowym Burgenland, w powiecie Oberpullendorf. 1 stycznia 2014 liczyła 871 mieszkańców.